# Stazione di Pian di Mugnone
La stazione di Pian di Mugnone è una fermata ferroviaria della linea Faentina, posta nell'omonima frazione del comune di Fiesole.

## Storia
L'impianto è entrato in funzione nel 1999 con la riapertura al servizio pubblico della ferrovia Faentina.

## Strutture ed impianti
La fermata è dotata di una banchina a servizio dell'unico binario di corsa. Completano le rifiniture, diverse panchine e una doppia pensilina.

## Interscambi
Lungo la vicina via Faentina è presente un piccolo parcheggio e la fermata "FS Mugnone" dell'autolinea 45 Fiesole piazza Mino-La Querciola.